# Ana-Maria Crnogorčević
Ana-Maria Crnogorčević (født 3. oktober 1990) er en kvindelig schweizisk fodboldspiller, der spiller som forsvar for FC Barcelona i Primera División og Schweiz' kvindefodboldlandshold, siden 2009.
Hun skiftede i december 2019 til den spanske storklub FC Barcelona.
Hun fik debut på det schweiziske A-landshold i August 2010, i en venskabskamp mod Sverige. Hun har pr. 2020, scoret. 59 mål og spillet 119 kampe for landsholdet.
Crnogorčević er flere gange, sammen med landsholdskollegaen Ramona Bachmann, blevet udråbt som en af Schweiz' største fodboldtalenter.

## Meritter
- Schweizer Cup: Vinder i 2009
- Nationalliga A topscorer i 2009
- DFB-Pokal: Vinder i 2014
- UEFA Women's Champions League: Vinder i 2015